# Ретросинтетический анализ
Ретросинтети́ческий ана́лиз — методологический подход в органической химии, предназначенный для планирования синтезов сложных органических соединений, разработанный американским химиком Элайасом Кори в середине 1960-х годов и введённый в практику в 1970-х. В основе метода лежит пошаговое упрощение структуры исходной молекулы вплоть до простых и доступных исходных соединений. Результатом анализа является схема химических реакций, позволяющих получить целевое соединение из выбранных в ходе анализа доступных реагентов. Методика комбинаторного перебора возможных вариантов упрощения скелета молекулы может быть осуществлена при помощи компьютеров, в связи с чем популяризация и развитие метода были тесно связаны с развитием вычислительных машин и компьютерного синтеза.
За разработку метода Кори был награждён Нобелевской премией по химии в 1990 году.

## История
Ко второй половине XX века органическая химия накопила достаточно большой багаж известных реакций, которые позволяли создавать практически любой желаемый скелет молекулы и дополнить его функциональными группами до требуемого соединения. Однако планирование сколь-либо сложных синтезов осуществлялось эмпирическими методами, которые требовали от химика широкого кругозора, хорошего знания реакций и свойств реагентов, при этом упор делался на нахождение сходства структуры требуемой молекулы и каких-либо уже известных ранее соединений. Подобный подход не всегда позволял найти оптимальный путь по количеству стадий, правильно оценить конечный выход и выявить на начальных этапах наиболее перспективных предшественников. Типичным решением этого периода было составление нескольких возможных цепочек превращений на основе интуиции для одного целевого соединения и их последующий анализ. Цепочки превращения имели примерно следующий вид:
{\displaystyle A\longrightarrow B\longrightarrow C\longrightarrow D\longrightarrow TM}
, где A, B, C, D — различные предшественники, стрелочки ({\displaystyle \longrightarrow }) — химические реакции, а TM — целевое соединение.
Проблема подхода, основанного на поиске препаративных способов синтеза заключается в том, что эти способы описывают очень узкие условия и далеко не для всех наперёд заданных соединений они опубликованы (и известны). Проблема подхода, основанного на поиске сходных структур заключается в том, что когда необходимо синтезировать какую-то действительно сложную структуру, сложно найти сколь-нибудь полное сходство её с другими структурами.
На основе описанной выше идеи о том, чтобы ориентироваться на свойства функциональных групп и типичных структур (в первом приближении - без оглядки на какую-либо реакционную способность), без оглядки на особенности препаративной химии, и основываясь на идее об унификации синтезов, в 1960-х годах американский химик Элайас Кори смог разработать систематический подход к планированию синтеза, названный впоследствии ретросинтетическим анализом. Его новый подход делал упор на анализ, направленный в обратном направлении по отношению к синтезу; от целевого соединения — к прекурсорам. Схема анализа могла быть записана следующим образом:
{\displaystyle TM\Longrightarrow D\Longrightarrow C\Longrightarrow B\Longrightarrow A}
, где обозначения аналогичны приведённым выше, а стрелочки ({\displaystyle \Longrightarrow }) обозначали новое понятие, названное трансформом — мысленно проводимые реакции, обратные реакциям синтеза.
Помимо собственно стратегии анализа, также были разработаны связанные с ним методики и манипуляции с молекулярными структурами и определённые правила, позволяющие из результатов строить итоговую цепочку синтеза. Эта новая методология получила поддержку среди многих химиков в 1970-х годах, чему немало способствовали монографические работы Стюарта Уоррена (такие, как ), посвящённые её популяризации. За разработку ретросинтетического анализа Элайас Кори получил в 1990 году Нобелевскую премию в области химии.
Разработаны некоторые программные пакеты для автоматизации построения ретро-синтетических схем и для их сравнения. Основываясь на идее упрощения структуры и простраивания схемы синтеза исключительно на основе свойств структур, а не реальных эмпирически проверенных лабораторных способов синтеза, генерируются гипотетический путь через ряд промежуточных соединений. Обращение к базе данных публикаций и описаний соединений может быть запрошено на каждом этапе анализа, чтобы определить, существует ли уже предполагаемый промежуточный компонент в литературе. В этом случае дальнейшее исследование этого комплекса не потребуется. Если это соединение существует (опубликовано его описание и реальный препаративный способ синтеза), оно может быть отправной точкой для дальнейших шагов по построению схемы синтеза.
Однако, в итоге нельзя сказать, что результатом появления концепции ретро-синтеза стало устранение необходимости иметь чрезвычайно обширный химический кругозор, хорошее знание реакций и свойств реагентов, а также не устранилась необходимость интуитивных догадок химика. Просто теперь однонаправленный поиск стал двунаправленным.
Как пишет сам автор концепции в публикации 1988 года:

Химик-синтетик-это больше, чем логик и стратег; он исследователь, на которого сильное влияние оказывают размышления, спекуляции, воображение и творчество. Эти добавленные элементы дают оттенок артистизма, который вряд ли можно включить в каталогизацию основных принципов синтеза, но они очень реальны и чрезвычайно важны. Далее, следует подчеркнуть, что интеллектуальные процессы, такие как распознавание и использование ретронов и синтонов, требуют значительных способностей и знаний; здесь также гениальность и оригинальность находят широкие возможности для выражения. Можно выдвинуть предположение, что многие из наиболее выдающихся синтетических исследований влекли за собой баланс между двумя различными исследовательскими философиями, одна из которых воплощала идеал дедуктивного анализа, основанного на известной методологии и современной теории, а другая делала упор на инновации и даже на спекуляции. Можно ожидать, что привлекательность проблемы синтеза и ее привлекательность достигают уровня, несоизмеримого с практическими соображениями, когда она представляет собой явный вызов творчеству, оригинальности и воображению специалиста по синтезу— Corey E. J. Robert Robinson lecture. Retrosynthetic thinking—essentials and examples //Chemical Society Reviews. – 1988. – Т. 17. – С. 111-133

## Задачи метода и терминология
Основные термины метода:
- синтон — фрагмент исходной молекулы, более простой по структуре, из которого путём известных химических реакций может быть получена исходная молекула. Следует отметить, что синтон — это обобщённое представление соединения, структура которого преднамеренно не устанавливается точно. Например, в качестве синтона в некоторой реакции на определённой стадии может быть выбран карбанион, а уже в дальнейшем, при построении схемы синтеза, в зависимости от обстоятельств этот синтон может быть заменён на реальные реагенты, называемые синтетическими эквивалентами. Для карбаниона, химик может выбрать, для примера, реактив Гриньяра или литийорганическое соединение, которые в ходе реакции уже и образуют в целевом соединении требуемый карбанион[7][1];
- трансформ (преобразование) — понятие, обратное химической реакции, обратная трансформация сложной исходной молекулы к такому синтону, к которому можно путём применения этой химической реакции получить исходное соединение текущего шага анализа[8];
- разобщение или разъединение (disconnection) - этап ретросинтеза, включающий разрыв связи с образованием двух (или более) синтонов.
- ретрон - минимальная молекулярная субструктура, допускающая определенные преобразования.
- ретросинтетическое дерево - направленный ациклический граф нескольких (или всех) возможных ретросинтезов одной цели.
- цель (target) - желаемое конечное соединение.

Основной задачей ретросинтетического анализа является нахождение таких разбиений скелета молекулы на синтоны, для которых возможно проведение реальных соединений путём химических реакций. Для сложных целевых соединений, помимо этого, в список задач входит также рассмотрение различных схем таких преобразований и выбор из них оптимальных с учётом доступности базовых соединений, количества и сложности химических реакций и других параметров.

## Ход анализа
Анализ начинают с этапа рассмотрения целевой молекулы с целью установления наиболее вероятного предшественника (прекурсора), при этом рассматривается только последняя стадия синтеза, приводящая к целевому соединению. Такой этап называют ретросинтетической стадией. После определения такого соединения, называемого первым предшественником, анализ может быть продолжен, но на втором этапе в роли целевого соединения уже будет выступать этот полученный первый предшественник, а результатом станет другое соединение — второй предшественник, и так далее.
Иначе говоря, (а) соединение не рассматривается целиком - оно разбивается на структурные фрагменты; (б) в отношении каждого из них или в отношении каждого промежуточного соединения, на каждом шаге построения схемы, исследователь задаёт себе вопрос: "из чего данную структуру можно получить в один шаг?", подразумевая принципиальный, обще-теоретический ответ. Выписывает все варианты такого ответа. И повторяет этот шаг до тех пор, пока схема не сведётся к каким-то доступным для его лаборатории реагентам.

### Стратегии анализа
Используемые подходы к преобразованиям могут быть сгруппированы таким образом:
- Анализ на основе "функциональных групп" атомов - построение схем перехода от одной группе к другой (замена функциональных групп, их удаление или введение) обычно позволяет добиться упрощения структуры соединения
- Стереохимические замены - многочисленные химические мишени предъявляют определенные стереохимические требования; стереохимические преобразования (такие как перегруппировка Клайзена, реакция Мицунобу и многие другие) могут удалить или передать желаемую хиральность, что упрощает путь к цели.
- Структурно-целевые стратегии (Structure-goal strategies) - направление синтеза к желаемому промежуточному звену может значительно сузить фокус анализа. Это позволяет использовать методы двунаправленного поиска. То есть в данном случае химик пытается построить схему преобразований-реакций (опять же, для начала вовсе без учёта конкретных реакционных способностей (данное повторяющееся требование нужно понимать как "не считаясь с низкими выходами", а не "независимо от того, идёт ли реакция в принципе"), во втором приближении к построению схемы синтеза нужно учесть и защиту функциональных групп) как в прямом направлении (задавая себе на каждом шаге вопрос: "во что данную структуру в принципе можно превратить в один шаг?"), так и в обратном направлении (как описано выше, задавая себе на каждом шаге вопрос: "из чего данную структуру в принципе можно сделать в один шаг?"). Собственно, эта стратегия и является самой старой и традиционной в химии.[9] Идея Кори о ретро-синтезе позволила превратить прямой поиск в двунаправленный поиск.
- Стратегии на основе преобразований (Transform-based strategies) - в широком смысле,обычная схема "обратного" построения синтеза, описанная выше и во второй части предыдущего пункта. В узком смысле Кори называл так поиск структур на больших расстояниях от цели или прогнозы применить некое сильно упрощающее преобразование (или "тактическую комбинацию упрощающих преобразований" ("пакет преобразований"), видные из багажа богатой эрудиции химика, составляющего схему). К сожалению, на основе преобразований редко удаётся быстро установить присутствие удобных ретронов в сложных молекулах, и для установления их присутствия часто требуются дополнительные синтетические шаги.[9]
- Топологические стратегии - идентификация одного или нескольких разъединений ключевых связей может привести к идентификации ключевых подструктур или к трудноопределимым преобразованиям, которые могут помочь идентифицировать "ключевые структуры" в соединении, являющемся целью синтеза. В частности:
  - Приветствуются разобщения, сохраняющие кольцевые структуры.
  - Разобщения, которые создают кольца, состоящие из более чем 7 элементов, не приветствуются.
  - Удачный подбор разобщений не всегда очевиден
- "Прочие стратегии", вытекающие из конкретных проблем в схеме синтеза, частной специфики рассматриваемых соединений или же из частной специфики экономической ситуации, в которой находится лаборатория. Основной "стратегический вклад" даёт удачное распознавание "ключевых фрагментов" в структуре целевого (или целевого промежуточного, на любом шаге построения схемы) соединения, особенности структуры которого стали препятствием на пути построения схемы. В оригинальной публикации, Кори рекомендует для построение ретросинтетической схемы синтеза "использовать воображение или "разумно применить цепочку допущений/гипотез"".[9]